# A KLM 867-es járatának balesete
A KLM 867-es járata egy menetrend szerinti repülőút volt az amszterdami Schiphol repülőtér és a tokiói Narita nemzetközi repülőtér között, alaszkai útmegszakítással. 1989. december 15-én a járatot teljesítő, kevesebb mint hat hónapos Boeing 747–400 típusú gép mind a négy hajtóműve leállt az alaszkai Anchorage-i nemzetközi repülőtér megközelítése közben. A nyomozás eredménye szerint az incidens oka az volt, hogy a repülő épp egy vulkáni hamufelhőn haladt keresztül, ami a Mount Redoubt tűzhányó kitörése miatt keletkezett egy nappal korábban.

## A baleset
A KLM 867-es járata kb. 75 mérföldre volt Anchorage-től északnyugati irányba, és éppen süllyedt, amikor Karl van der Elst kapitány sötét felhőnek tűnő képződményt pillantott meg a gép előtt, amit a radar nem mutatott. Kb. 25 000 láb (7620 méter) magasan érték el a fekete felhőt. A pilóta ekkor vette észre, hogy hamufelhőbe repültek, és elkezdte feljebb emelni a gépet, de nem sokkal ezután mind a négy hajtómű leállt, és zuhanni kezdtek. A pilótafülkét és az utasteret sötét füst töltötte meg, ahogy a hamu beszivárgott a gépbe. A pilóták többször is megpróbálták újraindítani a gépet, de hiába. Végül 12 perccel a meghibásodás után, 13 000 láb magasan a bal szárnyon található egyes és kettes hajtóművek beindultak, ami már elegendő volt a gép irányításához. További 2000 láb süllyedés után a másik két hajtómű is beindult. Végül 15 perccel később, hogy a felhőbe repültek, a pilóták sikeres leszállást hajtottak végre a repülőtéren.
Két másik járat is belerepült a hamufelhőbe a nap folyamán, de ezeknek nem állt le hajtóművük, és probléma nélkül leszálltak Anchorage-ben. Azonban később, szintén aznap a Korean Air és a British Airways egy-egy gépének is el kellett térnie a tervezett útvonaltól és menetrendjétől, hogy elkerülhessék a hamufelhőt.

## A hajtóművek meghibásodása
Ha a gép hamufelhőbe repül, a hajtóművekben a hamu megolvad, ezzel üvegbevonatot képezve a motor belsejében. Ez megzavarja a belső hőmérsékletet mérő érzékelőket, és azok biztonsági okokból automatikusan leállítják a hajtóműveket. Ha a repülő elég magasan száll, mint a KLM gépe is, elég idő marad a sikeres újraindításra.
Amikor a hajtóművek leállása miatt a fő generátorok is leállnak, pillanatnyi áramszünet keletkezik, ahogy a repülési műszerek átállnak a tartalék áramforrásra. A 747–400-as esetében az utóbbit két akkumulátor és áramátalakító berendezés biztosítja. A 867-es járat pilótája megpróbálta újraindítani a hajtóműveket, azonban az első hat-hét próbálkozás sikertelennek bizonyult. Ezután azonban az egyes és kettes hajtóművek beindultak, aminek köszönhetően az egyik fő generátor is működésbe lépett. Ez ismét egy kisebb áramszünetet okozott, és így a rövid ideig elsötétültek műszerek, ami azt a hatást keltette, hogy a tartalék áramot biztosító egységek felmondták a szolgálatot. A gép áramellátása a feketedobozok mérései alapján ellenőrizhető vissza.

## A baleset után
A fedélzeten senki nem sérült meg, a gépen 80 millió dolláros kár keletkezett. A géptörzs felülete úgy nézett ki, mintha homokfúvóval csiszolták volna le. A repülőt a Boeing seattle-i telepére szállították, ahol kijavították, többek között mind a négy hajtóművét le kellett cserélni.
A gép a mai napig a KLM színeiben repül.

## Hasonló esetek
- British Airways 9-es járata: Az ehhez rendkívül hasonló baleset során a London és Auckland közti járatot teljesítő Boeing 747-236B típusú gép 1982. június 24-én hamufelhőbe repült és mind a négy hajtóműve leállt. A pilóták sikeres kényszerleszállást hajtottak végre Jakartában, az incidensben senki nem sérült meg.[6]

## Fordítás
Ez a szócikk részben vagy egészben  a   KLM Flight 867 című angol Wikipédia-szócikk ezen változatának fordításán alapul.  Az eredeti cikk szerkesztőit annak laptörténete sorolja fel. Ez a jelzés csupán a megfogalmazás eredetét és a szerzői jogokat jelzi, nem szolgál a cikkben szereplő információk forrásmegjelöléseként.

## Külső hivatkozások
- Képek a PH-BFC lajstromjelű gépről #1
- Képek a PH-BFC lajstromjelű gépről #2
- Információk a balesetről